# 观音奴
观音奴（?—?），字志能，唐兀氏，元朝末年政治人物。
观音奴居新州（今广东省新兴县）。登泰定四年（1327年）中进士第。由户部主事，转任知归德府。为官廉明刚断，断事有方。百姓有衔冤数十年的，也从千里之外奔走来告，观音奴立刻依法判决。
彰德富商任甲，抵达睢阳，毛驴死了，要郄乙剖开毛驴，任甲怒殴郄乙，过了一夜郄乙死了。郄乙有妻王氏、妾孙氏，孙氏向官府上诉，官吏纳任甲贿赂，说郄乙非伤而死，反抵赖孙氏有罪，将她下狱。王氏前来诉冤，观音奴于是解除孙氏的枷锁放她狱，对府中胥吏说：“我写祝文准备香币，你替我把郄乙的事情祈祷告知城隍神，令神灵向我显示。”有睢阳小吏，也参预郄乙之事，害怕观音奴严明，也害怕城隍显神，于是带着任甲贿赂的钞币自首说：“郄乙实是受伤而死，任甲上下贿赂隐瞒真相，我得贿赂，敢以自首。”于是归罪任甲而释放孙氏。
宁陵豪民杨甲，早想要占有王乙的三顷田，而不能得。这时王乙因饥荒携其妻到淮南就食，王乙得病而死，其妻回还，田地被杨甲所据。王妻上诉官府，杨甲行贿，假造文凭，说：“王乙在世时已售卖于我。”观音奴令王妻带着杨甲，去崔府君神祠对质。杨甲害怕神灵，先用羊酒嘱咐巫师不要让神泄露其事，二人对质时，果然没有神示。观音奴怀疑之，召巫师诘问，巫师吐露实情：“杨甲以羊酒请求我对神说：‘我确实占据王乙的田地，希望神灵不要泄露。’”观音奴讯问得其实情，将杨甲治罪，归其田给王氏，撤销神祠。
亳州蝗灾，观音奴因事至亳州，百姓告诉他灾情，他取蝗向天祝告，以水研碎饮下。后升为都水监官。